# محبوبر رحمن
محبوبر رحمن (5 يناير 1940 - 27 مارس 2021) محامي وسياسي من بنغلادش. كان زعيمًا للحزب القومي البنغلاديشي. كان عضوًا في البرلمان عن دائرة نوخالي الثالثة. شغل منصب نائب 4 مرات و9 سنوات، ووزير في 9 وزارات بما في ذلك وزير التربية والتعليم في عهد حسين محمد إرشاد من 1986 إلى 1988. تحول من حزب بنجلادش الوطني إلى حزب جاتيا (إرشاد) في عام 2008.

## الحياة الشخصية
كان لرحمن 4 أبناء وبنتان. تبعته ابنته فرح محبوبر حتى أصبحت قاضية في محكمة دكا العليا.